# Ar comprimido

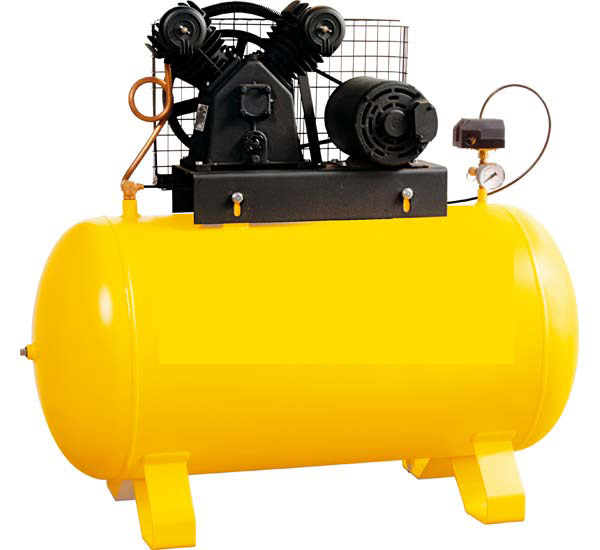
Compressor de ar com dois pistões em "V", estoca ar comprimido em seu botijão.

Ar comprimido é o ar estocado em galões, cilindros ou botijões através de processos mecânicos para compressão e armazenamento de ar gerados por um compressor de ar, para outrora ter sua aplicação efetuada. Pode-se ter diversas formas de aquisição e aplicação.
O ar comprimido é usado como gás de respiração pelos mergulhadores subaquáticos. Pode ser transportado pelo mergulhador em alta pressão cilindro de mergulho, ou  fornecido a partir da superfície a pressão mais baixa através de uma linha de ar ou umbilical do mergulhador.
Arranjos similares são usados em aparelhos de respiração usados por bombeiros, trabalhadores de resgate de minas e trabalhadores industriais em atmosferas perigosas.
Na Europa, 10% de todo o consumo industrial de eletricidade é para produzir ar comprimido - totalizando 80 [de terawatt / hora] de consumo por ano.

## Histórico
Somente na segunda metade do século XIX é que o ar comprimido adquiriu importância industrial. No entanto, sua utilização é anterior a Da Vinci, que em diversos inventos dominou e usou o ar.
No Velho Testamento, são encontradas referências ao emprego do ar comprimido: na fundição de prata, ferro, chumbo e estanho. A história demonstra que há mais de 2.000 anos os técnicos construíam máquinas pneumáticas, produzindo energia pneumática por meio de um pistão. Como instrumento de trabalho utilizavam um cilindro de madeira dotado de êmbolo.
O ar pode ser comprimido através de bombas, compressores e outros aparelhos, para várias finalidades. O uso mais comum é encontrado nos pneus. No posto de gasolina ou no borracheiro, uma bomba elétrica chamada compressor enche um bujão de ar que solta o ar comprimido para dentro do pneu. Depois de um tempo, o compressor volta a carregar o bujão de ar. O ar comprimido serve para manter um carro em movimento. Faz com que o pneu absorva os buracos e segure o carro nas curvas, mantendo a maciez do veículo e o conforto dos passageiros. O ar comprimido também pode ser usado para pistolas de pintura, enchimento de balões, pulverização de agrotóxicos, clínicas odontológicas e para carga de dispositivo bélicos como espingarda de pressão e airsoft.
O ar comprimido é uma importante forma de energia, que em diversas atividades produtivas complementa ou substitui com vantagens a energia elétrica.
Suas aplicações mais usuais são: indústrias, hospitais, consultórios odontológicos, captação de água, tratamento de esgoto, sistemas automatizados em geral, construção civil, agricultura, aviação, navegação, siderurgia, limpeza, tratamento de superfícies, extração de petróleo, etc.

## Utilização na indústria

Circuito pneumático.

Na automação de movimentos na indústria, pode-se utilizar energia de diferentes formas, a energia elétrica em suas formas tradicionais, a energia hidráulica quando a necessidade de grandes esforços e a pneumática quando precisamos de esforço moderado e grandes velocidades, quando o ambiente limpo é de fundamental importância, a exemplo da indústria alimentícia, ou quando o ambiente é inflamável ou hostil, na presença de pó ou vapor.
O ar comprimido possibilita uma rápida movimentação de atuadores, com velocidade controlada e uma razoável precisão de posicionamento e apesar de não ter a mesma velocidade de processamento de informações que a elétrica ou a eletrônica pode, em ambientes que assim o permitem, receber estas formas de comando, permitindo com isso uma redução de custos e incremento na versatilidade. Pode também ser associado a circuitos hidráulicos dando à água uma grande umidade

## Custo elevado para aplicação industrial
Muito embora o ar seja facilmente encontrado na natureza, o ar comprimido é uma fonte de energia que está longe de ser econômica. Já que para comprimi-lo é necessário investimento inicial em compressores, filtros, secadores e outros equipamentos que lhe dão a qualidade adequada ao uso.
Embora seja muito mais barato que o petróleo como a patente de um motor de carro que o império TATA comprou à MDI com representante Sebastien Braud. Com esse motor ou semelhante é possível terminar a dependência do petróleo para que os atuais transportes têm.
O ar pode ser comprimido através de bombas, compressores e outros aparelhos, para várias finalidades. O uso mais comum é encontrado nos pneus. No posto de gasolina ou no borracheiro, uma bomba elétrica chamada "compressor" enche um bujão de ar. Sempre que alguém coloca o bico da mangueira de ar no pneu, o bujão de ar solta o ar comprimido para dentro do pneu. Depois de um tempo, o compressor volta a carregar o bujão de ar.
O ar comprimido serve para manter um carro em movimento. Faz com que o pneu absorva os buracos e segure o carro nas curvas, mantendo a maciez do veículo e o conforto dos passageiros. O ar comprimido também pode ser usado para pistolas de pintura, enchimento de balões, pulverização de agrotóxicos (remédios contra doenças das plantações) etc.
O ar pode ser comprimido através de bombas, compressores e outros aparelhos, para várias finalidades. O uso mais comum é encontrado nos pneus. No posto de gasolina ou no borracheiro, uma bomba elétrica chamada "compressor" enche um bujão de ar.